# 394
Évszázadok: 3. század – 4. század – 5. század
Évtizedek: 340-es évek – 350-es évek – 360-as évek – 370-es évek – 380-as évek – 390-es évek – 400-as évek – 410-es évek – 420-as évek – 430-as évek – 440-es évek
Évek: 389 – 390 – 391 – 392 –  393 – 394 – 395 – 396 – 397 – 398 – 399

## Események

### Római Birodalom
- Arcadius és Honorius társcsászárokat (nyugaton Virius Nicomachus Flavianust) választják consulnak.
- Theodosius császár megindítja hadjáratát a nyugati Eugenius ellen. A vandál Stilicho által vezetett serege nagyrészt gót zsoldosokból áll, amelyeknek Alarik a parancsnoka. A másik oldalon a frank Arbogast vezetésével jórészt frank és alemann zsoldosok harcolnak. A felek Aquileia közelében, a Frigidus folyónál találkoznak. A két napos csata Theodosius döntő győzelmével ér véget, Eugeniust elfogják és lefejezik. Arbogast a hegyekbe menekül és néhány nappal később öngyilkos lesz.
- Theodosius ismételten betilt minden pogány kultuszt, Rómában kioltják a Vesta-szentély öröktüzét.
- Utoljára készítenek feliratot egyiptomi hieroglifákkal (a dél-egyiptomi Philae templomában).
- Theodosius felesége, Galla belehal a szülésbe.

### Kína
- Meghal Jao Csang, a Késői Csin állam alapítója; utóda fia, Jao Hszing. A Korai Csin állam (amelytől a Késői Csin elszakadt) uralkodója, Fu Teng támadást intéz ellene, de Jao Hszing csapatai meglepetésszerűen megtámadják, elfogják és kivégzik Fu Tenget. Fia és utóda, Fu Csung a másik Korai Csinből kivált államba, Nyugati Csinbe menekül, amelynek uralkodója elűzi őt, majd egy összecsapásban elesik. Ezzel a dinasztiája kihal és Korai Csin állam megszűnik létezni.
- A hszienpej vezetésű Kései Jen állam vezetője, Murong Csuj megtámadja a Nyugati Jen államot, amelynek királya, Murong Jung csatában elesik. Kései Jen annektálja Nyugati Jent.

## Születések
- Csangszu kogurjói király (†491)

## Halálozások
- Szeptember 6.: Eugenius, római császár
- Szeptember 8.: Arbogast, római hadvezér
- Galla, Theodosius felesége
- Jao Csang, Kései Csin császára
- Fu Teng, Korai Csin császára
- Fu Csung, Korai Csin császára
- Murong Jung, Nyugati Jen fejedelme

## Fordítás
- Ez a szócikk részben vagy egészben  a(z)   394 című angol Wikipédia-szócikk ezen változatának fordításán alapul.  Az eredeti cikk szerkesztőit annak laptörténete sorolja fel. Ez a jelzés csupán a megfogalmazás eredetét és a szerzői jogokat jelzi, nem szolgál a cikkben szereplő információk forrásmegjelöléseként.